# 多度津站
多度津站（日语：／ Tadotsu eki */?）是一位於日本香川縣仲多度郡多度津町、隸屬於四國旅客鐵道（JR四國）的鐵路車站。車站編號為Y12/D12。本站是土讚線與予讚線的分歧點，列車往南行將轉入土讚線；而直行則繼續維持在予讚線。車站的展示標語為「四國鐵道及少林寺拳法發祥地」。所有特急列車均於本站停車。
由本站起，土讚線及土讚線均會進入單線區域。過往因條件所限，亦為了控制成本，JR四國會將由不同總站開出，但終點相同的列車併結在一起，而併結工作大都是在本站進行的。但現時有關列車分割、結合工作已轉移至宇多津站處理。
2017年開辦的土讚線觀光列車「四國正中千年物語」（四国まんなか千年ものがたり）以本站為起訖站。

## 車站結構
本站設有兩個島式月台提供4線上落，另外靠近站舍有一側式月台但不對外開放，並用欄柵把月台邊封閉。站舍與各月台以地下通道連接。

### 月台配置
| 月台 | 路線    | 方向 | 目的地                       | 備註                                |
| ---- | ------- | ---- | ---------------------------- | ----------------------------------- |
| 1、2 | ■予讚線 | 上行 | 宇多津、坂出、高松、岡山方向 | 一部分列車經宇多津站直通■瀨戶大橋線 |
| 3、4 | ■予讚線 | 下行 | 觀音寺、松山方向             |                                     |
| 3、4 | ■土讚線 | 下行 | 琴平、高知方向               |                                     |

- 單數月台主要是供予讚線列車使用，而雙數月台則供土讚線及開往岡山方向的列車使用，但亦有例外。
- 過往本站是讓列車併結及分割的地方（南風⇔四萬十，潮風⇔石鎚），現時已改由宇多津站負責。

## 使用情況
近年每日平均上車人次如下。
| 上車人次推移 | 上車人次推移 |
| 年度         | 1日平均人數  |
| ------------ | ------------ |
| 2006         | 2,124        |
| 2007         |              |
| 2008         | 1,810        |
| 2009         | 1,732        |
| 2010         | 1,652        |
| 2011         | 1,633        |
| 2012         | 1,591        |
| 2013         | 1,621        |
| 2014         | 1,566        |
| 2015         | 2,071        |

## 相鄰車站
四國旅客鐵道（JR四國）
■予讚線
■快速「Sunport」、■普通
讚岐鹽屋（Y11）－多度津（Y12）－海岸寺（Y13）
■土讚線
■快速「Sunport」（土讚線內各站停車）、■普通
（讚岐鹽屋－）多度津（D12）－金藏寺（D13）

## 外部連結
- 多度津站（JR四國，日文）